# Horizontal (album)
Pour l’article homonyme, voir Horizontal.
Albums de Bee Gees
Bee Gees' 1st
(1967) Idea
(1968)
Horizontal est le deuxième album publié mondialement (et le quatrième du groupe) des Bee Gees, sorti en 1968. Il contient notamment leur single Massachusetts. Avec ce tube planétaire la tempête Bee Gees déferle sur les États-Unis et l'Europe.

## Titres
Toutes les chansons sont de Barry, Robin et Maurice Gibb.
1. World – 3:13
2. And the Sun Will Shine – 3:36
3. Lemons Never Forget – 3:04
4. Really and Sincerely – 3:29
5. Birdie Told Me – 2:24
6. With the Sun in My Eyes – 2:40
7. Massachusetts – 2:25
8. Harry Braff – 2:34
9. Daytime Girl – 2:34
10. The Earnest of Being George – 2:45
11. The Change Is Made – 3:37
12. Horizontal – 3:34

## Musiciens
- Barry Gibb : chant, guitare
- Robin Gibb : chant
- Maurice Gibb : chant, basse, piano, mellotron
- Vince Melouney : guitare
- Colin Petersen : batterie